# Leto Guidi
Leto Guidi (1711 – 1777) è stato un monaco cristiano e scienziato italiano.

## Biografia
Monaco dell'ordine vallombrosano, Leto Guidi si interessò di ottica, botanica, filosofia e letteratura.
Insegnò filosofia nel monastero di Passignano (Firenze), dove introdusse le discipline matematiche. Fra i suoi allievi si ricorda Mercuriale Prati.
Allestì un'officina ottica, nella quale costruì numerosi strumenti scientifici, come telescopi a riflessione e galileiani, microscopi solari, camere ottiche, e altro.
Nel 1772 fu nominato Abate perpetuo della Badia di San Bartolomeo a Pistoia, dove lasciò un piccolo ma attrezzato osservatorio astronomico, nel quale ricevette più volte il granduca di Toscana Pietro Leopoldo (1747-1792).